# Oreopanax candamoanus
Oreopanax candamoanus é uma espécie de árvore da família Oreopanax

## Distribuição
É nativa da América do Sul, no Peru.